# Polvorització catòdica

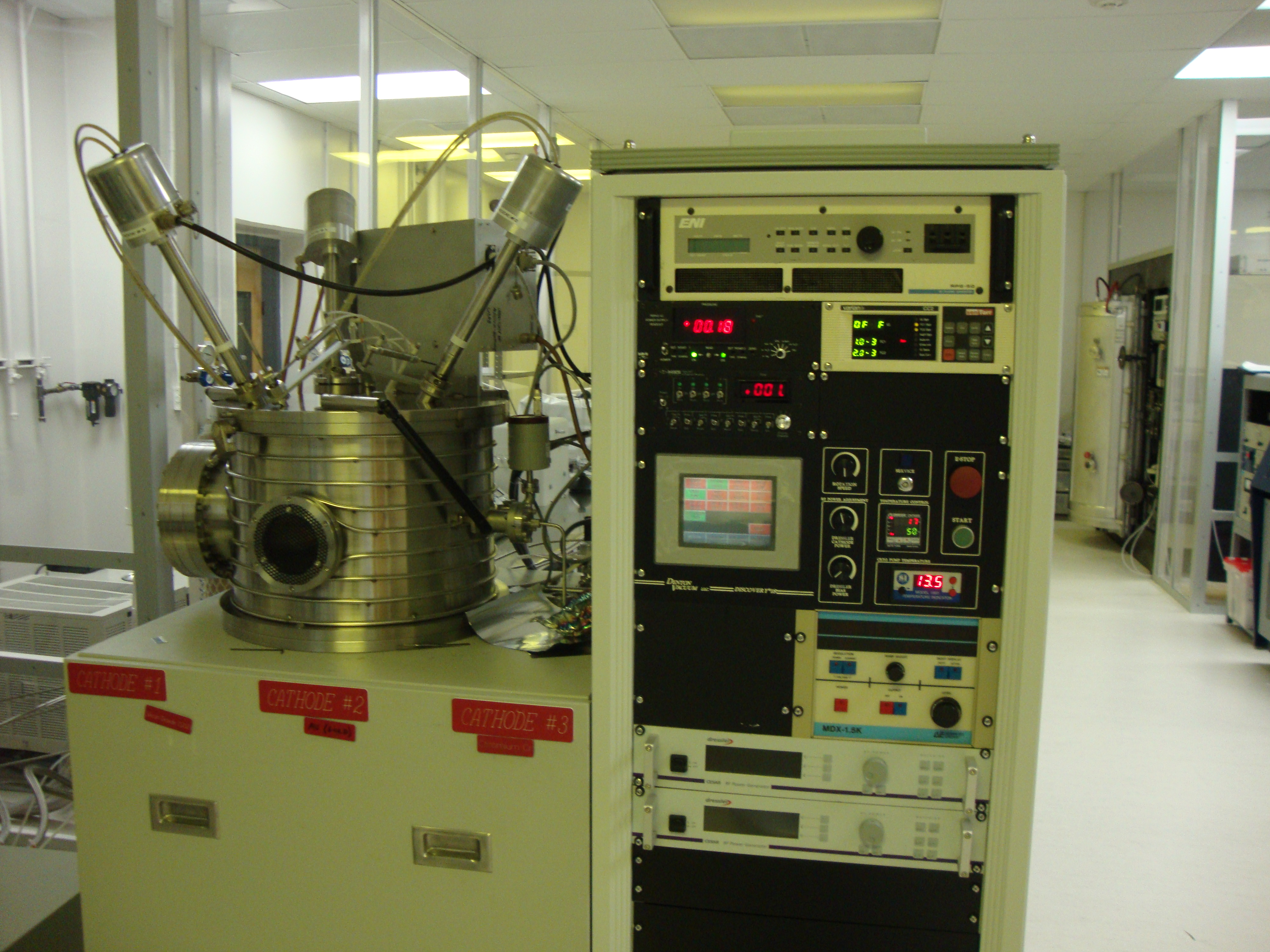
Sistema de sputtering comercial

La polvorització catòdica  (Sputtering) és un procés físic en què es produeix la vaporització dels àtoms d'un material mitjançant el bombardeig d'aquest per ions energètics. La polvorització catòdica és causada principalment per l'intercanvi de moment entre els ions i els àtoms del material, a causa de col·lisions. Es pot pensar en el procés com una partida de billar a nivell atòmic, amb els ions (bola blanca) colpejant una agrupació d'àtoms densament empaquetats (boles de billar). Encara que la primera col·lisió empeny els àtoms més cap a dins en l'agrupació, col·lisions posteriors entre els àtoms poden tenir com a resultat que alguns dels àtoms prop de la superfície siguin expulsats. El nombre d'àtoms expulsats de la superfície per ió incident és el rendiment de polvorització ("sputter yield") i és una mesura important de l'eficiència del procés. Alguns factors que influeixen en aquest paràmetre, són l'energia dels ions incidents, les seves masses i les dels àtoms del blanc i l'energia d'enllaç del sòlid.

## Procés de fabricació

Esquema d'un sistema de polvorització catòdica (sputtering reactiu de RF)

Els ions per al procés de polvorització s'obtenen d'un plasma que es genera a l'interior de l'equip de polvorització. A la pràctica es fa servir una varietat de tècniques per modificar les propietats del plasma, especialment la densitat d'ions, i així aconseguir unes condicions de polvorització òptimes. Entre elles hi ha l'ús d'un corrent altern de radiofreqüència, l'ús de camps magnètics i l'aplicació d'un potencial de polarització al blanc. Els àtoms polvoritzats, aquells expulsats a la fase gasosa, no estan en el seu estat d'equilibri termodinàmic. Per tant, tendeixen a condensar de tornada al seu estat sòlid al xocar amb qualsevol superfície a la cambra de polvorització. Això té com a resultat la deposició del material polvoritzat en totes les superfícies de la càmera.

## Usos
Aquest fenomen es fa servir de forma extensiva en la indústria dels semiconductors per dipositar pel·lícules fines de diversos materials sobre oblies de silici. Es pot fer servir també per aplicar capes fines sobre vidre per a aplicacions òptiques. El procés es pot dur a terme a temperatures molt baixes, el que li fa el mètode ideal per dipositar porta, font i drenador a transistors de pel·lícula fina, així com contactes a díodes PIN. De fet, l'ús de la polvorització catòdica per dipositar pel·lícules fines sobre un substrat és segurament una de les seves aplicacions més importants avui en dia.
Un avantatge important de la polvorització catòdica com a tècnica de deposició és que les pel·lícules dipositades tenen la mateixa concentració que el material del blanc. Això pot semblar sorprenent, ja que esmentem abans que el rendiment de polvorització depèn del pes atòmic de les espècies involucrades. Per tant, un espera que un dels components de l'aliatge es dipositi més ràpid que altres, portant a un canvi de la concentració de la pel·lícula resultant. Tot i que és cert que els components es polvoritzen a velocitats diferents, es tracta d'un fenomen superficial la vaporització d'una espècie de forma preferent enriqueix la superfície amb àtoms de les restants, cosa que compensa de forma efectiva la diferència de velocitats d'abrasió. Així, les pel·lícules dipositades tenen la mateixa composició que el blanc. Això contrasta amb les tècniques evaporatius, en la qual un component s'evapora sovint de forma preferencial, amb el resultat d'una pel·lícula dipositada amb una composició diferent al material font.
Una altra aplicació de la polvorització catòdica és l'erosió del material blanc. Un exemple passa en l'espectroscòpia de masses d'ions secundaris, on el blanc es polvoritza a velocitat constant. A mesura que això passa, la concentració i la identitat dels àtoms evaporats es determina per espectroscòpia de masses. D'aquesta manera, es pot determinar la composició del material investigat i identificar concentracions extremadament baixes d'impureses. A més, com la polvorització va atacant a capes cada vegada més profundes, és possible obtenir un perfil de concentració en funció de la profunditat.